# 1000 Miglia: Great 1000 Miles Rally
1000 Miglia: Great 1000 Miles Rally (グレート1000マイルズラリー?, Gureeto 1000 Mairuzuraa) è un videogioco di guida sviluppato e pubblicato come arcade nel 1994 dalla software house giapponese Kaneko.
Strutturato sulla falsariga del videogioco di rally del 1993 World Rally: Championship della Gaelco, 1000 Miglia: Great 1000 Miles Rally è il primo videogioco arcade inerente alla storica gara automobilistica italiana Mille Miglia, nonché il primo gioco del tema ad essere stato sviluppato da un'azienda non italiana.
Venne prodotta e distribuita una versione per il mercato statunitense dal nome Great 1000 Miles Rally che presenta alcune varianti, compresi differenti modelli di automobile selezionabili; vi è anche un hack denominato Evolution Model, pubblicato nel settembre 1994, ovvero una versione modificata dell'edizione americana.

## Modalità di gioco
Il gioco è fortemente ispirato da World Rally: Championship, videogioco prodotto l'anno precedente dalla casa spagnola Gaelco: trattasi di un videogioco di guida con visuale isometrica dove si controlla un'automobile sfruttando il volante per la sterzata (il quale risponde ai soli input di sinistra e destra, di conseguenza può tranquillante essere sostituito da un joystick), il pedale acceleratore ed il pedale per azionare il freno.
L'obiettivo del gioco è quello di tagliare il traguardo di ogni singola tappa entro il tempo limite di un minuto.
Durante la gara sarà necessario evitare anche veicoli avversari, mentre la CPU è d'ausilio per segnalare la tipologia di curva che dovremo affrontare di lì a poco.
A inizio gioco è possibile scegliere una tra differenti vetture che cambiano a seconda della versione del gioco: infatti nella versione originale le automobili presenti sono 10, mentre in quella statunitense e nella Evolution Model sono presenti altre due vetture non recanti i nomi ufficiali, ovvero la FireBall (una Chevrolet Corvette C3) e la RacerX (un'Alfa Romeo P3), nonché ogni auto è in due versioni con colori differenti.
Successivamente alla selezione dell'auto sarà possibile scegliere quale tappa affrontare per prima tra le 12 disponibili, e una volta completata tale tappa sarà possibile selezionare anche la seguente.
La versione Evolution Model presenta alcune varianti maggiormente estetiche rispetto alla versione per il mercato americano, come una schermata introduttiva differente, tappe differenti nel tracciato, una maggior presenza di fumo e fiamme dalle automobili anche in caso di scontri.

### Automobili selezionabili

#### Versione originale
- Ferrari 250 GTO
- Ferrari 290 MM
- Jaguar "D"
- Porsche 550A
- Alfa Romeo Giulietta SZ
- Alfa Romeo 8C 2300
- Bugatti T59
- Mercedes Benz SSKL
- Mercedes Benz 300 SLR
- Ferrari 250 TR

#### Versione statunitense
- Ferrari 250 GTO
- Ferrari 290 MM
- Jaguar "D"
- Porsche 550A
- Alfa Romeo Giulietta SZ
- Alfa Romeo 8C 2300
- Bugatti T59
- Mercedes Benz SSKL
- Mercedes Benz 300 SLR
- Ferrari 250 TR
- FireBall
- RacerX

### Tappe
1. Brescia — Verona
2. Verona — Ferrara
3. Ferrara — Ravenna
4. Ravenna — Rimini
5. Rimini — San Marino
6. San Marino — Ancona
7. Ancona — Gubbio
8. Gubbio — Terni
9. Terni — Roma
10. Roma — Siena
11. Siena — Bologna
12. Bologna — Brescia

Come in molti altri videogiochi giapponesi sono presenti errori di traslitterazione dai kanji, tra questi il nome della città di Bologna che nel gioco viene rinominata "Borogna", in quanto i suoni "r" e "l" in giapponese vengono scritti con il medesimo fonema.

## Serie
- 1000 Miglia: Great 1000 Miles Rally (1994)
- Mille Miglia 2: Great 1000 Miles Rally (1995)